# Íþróttafélagið Leiknir
L'Íþróttafélagið Leiknir, meglio nota come Leiknir, è una società calcistica islandese con sede nel distretto di Breiðholt della città di Reykjavík.
La società è stata fondata nel 1973 dagli abitanti stessi del distretto. Nella stagione 2025 partecipa alla 1. deild karla, la seconda serie del campionato islandese di calcio.
Lo stadio della società ha capienza di circa 1 000 spettatori e prende il nome di Leiknisvöllur. Il club inoltre ha una forte rivalità calcistica con un'altra società del distretto, la polisportiva ÍR.
Il club ha inoltre adottato come inno In the Ghetto, la canzone di Elvis Presley.

## Palmarès

### Competizioni nazionali
- 1. deild karla: 1

2014
- 2. deild karla: 1

2005
- Reykjavíkurmótið: 1

2013

### Altri piazzamenti
- Coppa d'Islanda:

Semifinalista: 2017
- 1. deild karla:

Terzo posto: 2019
- 3. deild karla:

Secondo posto: 2003